# Narcolèpsia
La narcolèpsia és un trastorn neurològic crònic causat per la incapacitat cerebral de regular normalment els cicles de somni i despertar. En diversos moments del dia, les persones amb narcolèpsia experimenten impulsos fugaços de dormir. Si l'impuls es torna aclaparant, els pacients es queden adormits durant períodes que duren des d'uns segons a diversos minuts. En casos rars, algunes persones poden romandre adormides durant una hora o més.
Els episodis de somni narcolèptic poden produir-se en qualsevol moment, i per això sovint són profundament incapacitants. Les persones poden quedar-se adormides involuntàriament en el treball o l'escola, mentre estan conversant, jugant, menjant, o, més perillosament, conduint un automòbil o operant altres tipus de maquinària potencialment perillosa. A més de la somnolència diürna, tres altres símptomes principals caracteritzen sovint la narcolèpsia: cataplexia, o la pèrdua sobtada del to muscular voluntari; al·lucinacions vívides durant l'inici del somni o al despertar; i breus episodis de paràlisi total al començament o al final del somni.

## Epidemiologia
La narcolèpsia no és rara, però és una afecció poc reconeguda i diagnosticada. D'acord amb les estimacions actuals, el trastorn afecta al voltant d'un de cada 2.000 nord-americans, un total de més de 135.000 individus. Després de l'apnea obstructiva del somni i la síndrome de les cames inquietes, la narcolèpsia és el tercer trastorn del somni primari més sovint diagnosticat trobat en els pacients que busquen tractament en clíniques del somni. Però la taxa exacta de prevalença segueix sent incerta, podent el trastorn afectar un segment més gran de la població del que actualment s'estima.
La narcolèpsia apareix en tot el món en tots els grups ètnics i racials, i afecta ambdós sexes amb la mateixa freqüència. Però les taxes de prevalença varien entre les poblacions. Comparades amb la població dels Estats Units, per exemple, la taxa de prevalença és substancialment menor a Israel (al voltant d'un en 500,000) i considerablement major en el Japó (al voltant d'un en 600).

## Símptomes
Les persones amb narcolèpsia experimenten patrons altament individualitzats de pertorbacions del somni REM que tendeixen a començar subtilment i poden canviar dramàticament amb el temps. El símptoma principal més comú, a més de somnolència diürna excessiva, és la cataplexia, que es produeix en el voltant del 70 per cent dels pacients. La paràlisi del somni i les al·lucinacions són una mica menys comunes. Solament entre el 10 i el 25 per cent dels pacients, no obstant això, mostren els quatre símptomes principals durant el curs de la seva malaltia 

### Somnolència diürna excessiva
La somnolència diürna excessiva, el símptoma experimentat més uniformement per gairebé tots els pacients, és generalment el primer a tornar-se clínicament aparent. Generalment, aquesta somnolència interfereix amb les activitats normals diàriament, hagin els pacients dormit bé o no a la nit. Les persones amb aquesta somnolència la descriuen com una sensació persistent de boirina mental, falta d'energia, ànim deprimit o cansament extrem. Molts troben que tenen gran dificultat a mantenir la seva concentració en l'escola o el treball. Alguns tenen llacunes mentals. Molts troben que és gairebé impossible estar alerta en situacions passives, com a l'escoltar una dissertació o mirar la televisió. Les persones tendeixen a despertar-se del seu somni inevitable sentint-se fresques i trobant que la somnolència i la fatiga remeten per una o dues hores.
Els episodis de somni involuntari de vegades són molt breus i poden ser de l'ordre de segons. El 40 per cent de totes les persones amb narcolèpsia són propenses a conducta automàtica durant tals "microsomnis." Es queden adormides durant uns segons mentre estan fent una tasca però continuen fent-la fins a completar-la sense interrupció aparent. Durant aquests episodis, generalment les persones estan dedicades a activitats habituals, essencialment "arrelades", com prendre notes, escriure a màquina o conduir. No poden recordar les seves accions, i el seu acompliment sempre està danyat durant un microsomni. La seva lletra pot, per exemple, degenerar en gargots il·legibles, o poden guardar articles en llocs estranys i després oblidar on els van posar. Si ocorre un episodi mentre condueixen, els pacients poden perdre's o tenir un accident.

### Cataplexia
La cataplexia és una pèrdua sobtada del to muscular que duu a sensacions de debilitat i a pèrdua del control muscular voluntari. Els atacs poden produir-se en qualsevol moment mentre els pacients estan desperts, i aquests generalment experimenten els primers episodis diverses setmanes o mesos després de l'inici de la somnolència diürna excessiva. Però en al voltant del 10 per cent de tots els casos, la cataplexia és el primer símptoma a aparèixer i pot ser mal diagnosticat com una manifestació de trastorn convulsiu. Els atacs cataplèxics varien en durada i gravetat. La pèrdua de to muscular pot ser tot just perceptible, implicant no més que una sensació momentània de debilitat lleu en una quantitat limitada de músculs, com la caiguda lleu de les parpelles. Els atacs més greus causen una pèrdua completa de to en tots els músculs voluntaris, duent al col·lapse físic total en el qual els pacients són incapaços de moure's, parlar o mantenir els ulls oberts. Però encara durant els episodis més greus, les persones segueixen estant totalment conscients, una característica que distingeix a la cataplexia dels trastorns convulsius. Encara que la cataplexia pot ocórrer espontàniament, sovint es desencadena per emocions sobtades i fortes com por, enuig, estrès, excitació o humor. Segons s'informa, el riure és el desencadenant més freqüent.
La pèrdua de to muscular durant un episodi cataplèxic s'assembla a la interrupció de l'activitat muscular que es produeix naturalment durant el somni REM. Un grup de neurones del tronc de l'encèfal cessa la seva activitat durant el somni REM, inhibint el moviment muscular. Usant un model animal, els científics han après recentment que aquest mateix grup de neurones s'inactiva durant els atacs cataplèxics, un descobriment que proporciona una pista per a almenys una de les anormalitats neurológiques que contribuïxen als símptomes narcolèptics humans.

### Paràlisi del son
La incapacitat temporal de moure's o parlar en quedar-se adormits o al despertar-se també és anàloga a les inhibicions induïdes pel REM de l'activitat muscular voluntària. Aquesta inhibició natural generalment passa desapercebuda en les persones que tenen un somni normal perquè ocorre solament quan estan totalment adormides i entrant en l'etapa REM en el moment apropiat del cicle del somni. Experimentar paràlisi del somni s'assembla a tenir un atac cataplèxic que afecta tot el cos. Com amb la cataplexia, les persones romanen totalment conscients. La cataplexia i la paràlisi del somni són esdeveniments atemoridors, especialment a l'experimentar-los per primera vegada. Sobresaltats per no poder moure's sobtadament, molts pacients temen estar paralitzats en forma permanent o estar morint-se. No obstant això, encara quan siguin greus, la cataplexia i la paràlisi del somni no produïxen disfunció permanent. Després que acaben els episodis, les persones recuperen ràpidament la capacitat completa de moure's i parlar.

### Al·lucinacions
Les al·lucinacions poden acompanyar la paràlisi del somni o poden produir-se aïlladament quan les persones estan quedant-se adormides o despertant-se. Conegudes com a al·lucinacions hipnagògiques quan acompanyen a l'inici del somni i com al·lucinacions hipnopòmpiques quan es produïxen al despertar-se, aquestes experiències delirants són particularment vívides i sovint atemoridores. Sovint, el contingut és principalment visual, però pot estar implicat qualsevol dels altres sentits. Aquestes al·lucinacions representen una altra intrusió d'un element del somni REM, somiar, dintre de l'estat de despertar.

## Causes
La causa de la narcolèpsia segueix sent desconeguda, però durant l'última dècada, els científics han fet progressos considerables per a entendre la seva patogènesi i identificar els gens fortament associats amb el trastorn. Els investigadors també han descobert anormalitats en diverses parts del cervell involucrades en la regulació del somni REM que semblen contribuir al desenvolupament dels símptomes. Els experts ara creuen que és possible que, de manera similar a moltes altres malalties neurològiques cròniques i complexes, la narcolèpsia involucra factors múltiples que interaccionen per a causar una disfunció neurològica i pertorbacions del somni REM.

### Complex HLA

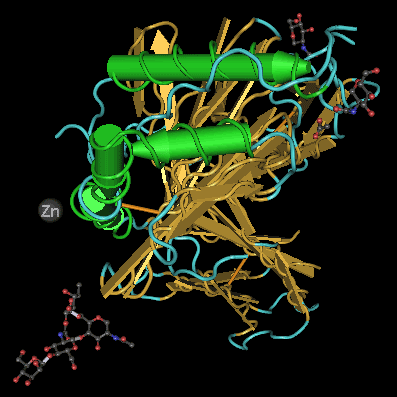
Estructura cristal·lina de HLA-DQ 0602 (molècula codificada per DQA1*0102/DQB1*0602) unida al pèptid hipocretina (orexina). HLA-DQ 0602 confereix una forta susceptibilitat a la narcolèpsia, alhora que protegeix contra la diabetis tipus I.

S'ha associat fortament amb la narcolèpsia, encara que no invariablement, a un nombre de formes variants (al·lels) de gens situats en una regió del cromosoma 6 conegut com a complex HLA. El complex HLA comprèn un gran nombre de gens interrelacionats que regulen aspectes clau de la funció del sistema immunitari. Se sap que la majoria de les persones diagnosticades amb narcolèpsia tenen variants específiques en certs gens HLA. No obstant això, aquestes variacions no són necessàries ni suficients per a causar el trastorn. Algunes persones amb narcolèpsia no tenen els gens variants, mentre que moltes persones en la població general sense narcolèpsia posseeixen aquests gens. Per això sembla que les variacions específiques en els gens HLA augmenten la predisposició individual a desenvolupar el trastorn, possiblement per mitjà d'una ruta encara no descoberta que implica canvis en la funció del sistema immunitari quan altres factors causants estan presents.

### Altres gens
Molts altres gens a més dels quals componen el complex HLA poden contribuir al desenvolupament de la narcolèpsia. Grups de neurones en diverses parts del tronc de l'encèfal i el cervell, inclosos el tàlem i l'hipotàlem, interaccionen per a controlar el somni. Grans nombres de gens en cromosomes diferents controlen aquestes activitats neuronals, podent qualsevol de les quals contribuir al desenvolupament de la malaltia. Els científics que estudien la narcolèpsia en gossos han identificat una mutació en un gen del cromosoma 12 que sembla contribuir al trastorn. Aquest gen mutat interromp el processament d'una classe especial de neurotransmissors anomenats hipocretines (també coneguts com a orexines) produïts per les neurones situades en l'hipotàlem. Els neurotransmissors són proteïnes especials que produïxen les neurones per a comunicar-se entre si i per a regular els processos biològics. Les neurones que produïxen les hipocretines estan actives durant la vigília, i els investigadors suggereixen que eviten que els sistemes cerebrals per a la vigília s'apaguin inesperadament. Els ratolins nascuts sense gens funcionals d'hipocretina desenvolupen molts símptomes de narcolèpsia.
Excepte en casos rars, la narcolèpsia en els humans no està associada amb mutacions del gen d'hipocretina. No obstant això, els científics han trobat que els cervells d'humans amb narcolèpsia sovint contenen nombres molt reduïts de neurones productores d'hipocretina. Certs subtipus d'HLA poden augmentar la susceptibilitat a un atac immunitari sobre les neurones d'hipocretina en l'hipotàlem, duent a la degeneració de les neurones en el sistema d'hipocretina. Altres factors també poden interferir amb el funcionament adequat d'aquest sistema. Les hipocretines regulen l'apetit i la conducta alimentosa a més de controlar el somni. Per això, la pèrdua de neurones productores d'hipocretina pot explicar no solament com es desenvolupa la narcolèpsia en algunes persones, sinó també perquè les persones amb narcolèpsia tenen taxes més altes d'obesitat comparades amb la població general.

### Altres factors
Altres factors semblen jugar papers importants en el desenvolupament de la narcolèpsia. Se sap que alguns casos rars es deuen a lesions traumàtiques a parts del cervell involucrades en el somni REM o del creixement de tumors i altres processos de malaltia en les mateixes regions. Les infeccions, exposició a toxines, factors alimentosos, estrès, canvis hormonals com els que ocorren durant la pubertat o la menopausa i alteracions en l'esquema de somni d'una persona són solament alguns dels molts factors que poden exercir efectes directes o indirectes sobre el cervell, possiblement contribuint al desenvolupament de la malaltia.

## Tractament
Pot ser útil el modafinil (Modiodal®).

## Narcolèpsia i la vacuna contra la grip A
Arran dels sis casos de narcolèpsia detectats a alguns adolescents d'entre 12 i 16 anys que li han estat comunicats, l'Agència sueca de productes mèdics ha engegat a l'agost 2010 una enquesta sobre la possibilitat que una vacuna antigripal A/H1N1, (el Pandemrix) podria tenir per a provocar o exacerbar la narcolèpsia.
Alhora l'Institut sanitari finlandès (THL) estudia aquesta eventualitat després de notar un augment dels casos de narcolèpsia a la primavera del 2010, també entre la població jove.
El 26 d'agost del 2010 l'EMEA ha fet un balanç vint-i-dos casos de narcolèpsia amb cataplexia al conjunt d'Europa, i sis a l'estat francès.